# Hans Memling
Hans Memling (Memlinc, Memlink) (Mainz, kb. 1430. – Brugge, 1494. augusztus 11.) Németországban született flamand festő. Az utolsó fontos 15. századi művész Hollandiában. Jan van Eyck és Rogier van der Weyden szellemi örököse. Tradíciójukat kissé megújítva követte.

## Élete és művei
A Frankfurt közeli Seligenstadtban született, a közép-Rajna régióban. Nagyon valószínű, hogy gyakornokéveit Mainzban, vagy Kölnben töltötte, és később (kb. 1455-60) dolgozott Hollandiában Rogier van der Weyden mellett. Nem járt Bruggében egészen 1465-ig. A történet, miszerint megsebesült volna a nancyi csatában, merő kitaláció, ahogy az is, hogy Brugge kórházában ápolták, mint szökevényt, és ezért ingyen festett volna. A mese valóságmagja annyi, hogy 1479-ben és 1480-ban nem egy képet festett a kórháziaknak, még röviddel a nancyi csata előtt is.

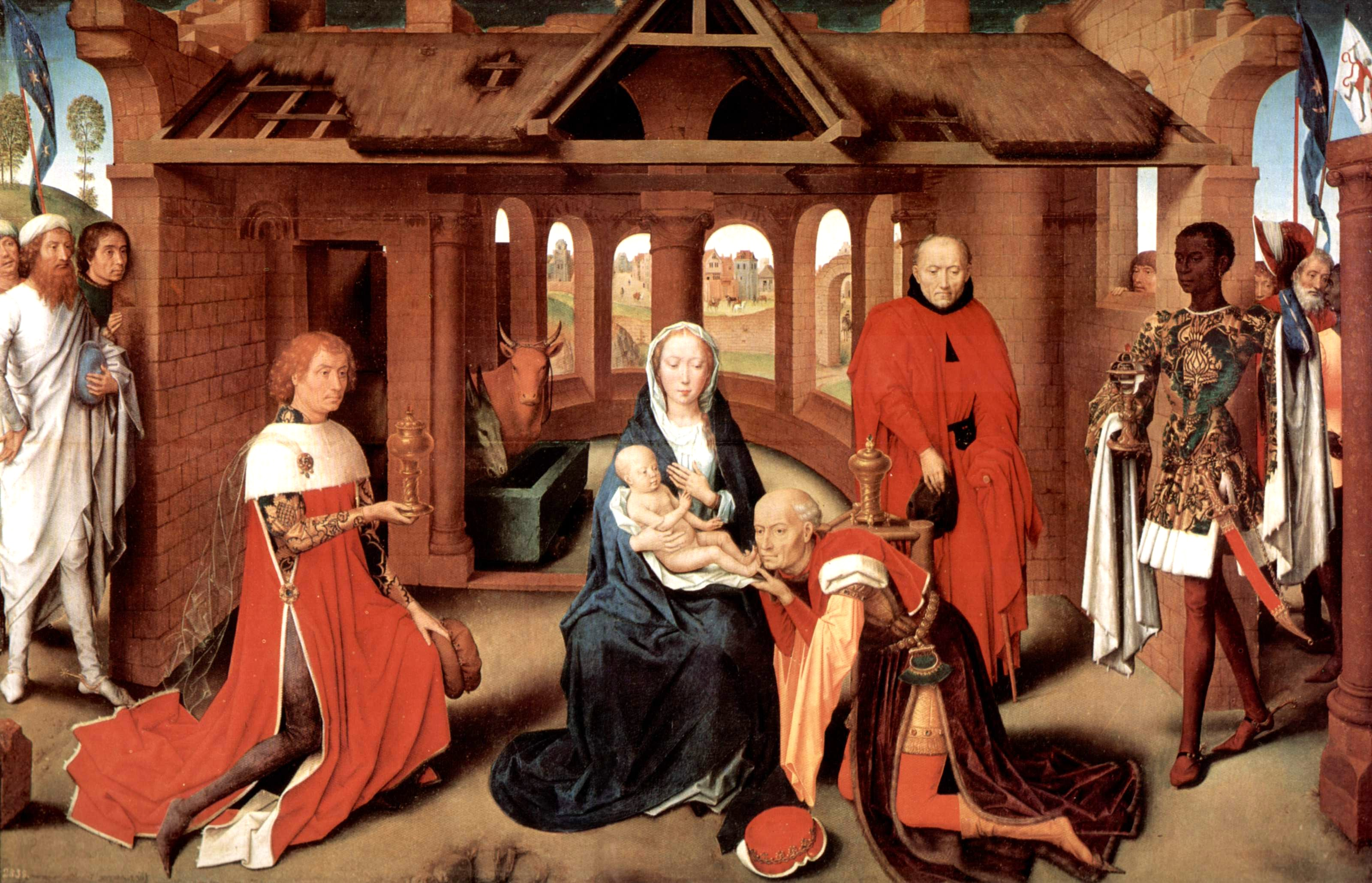

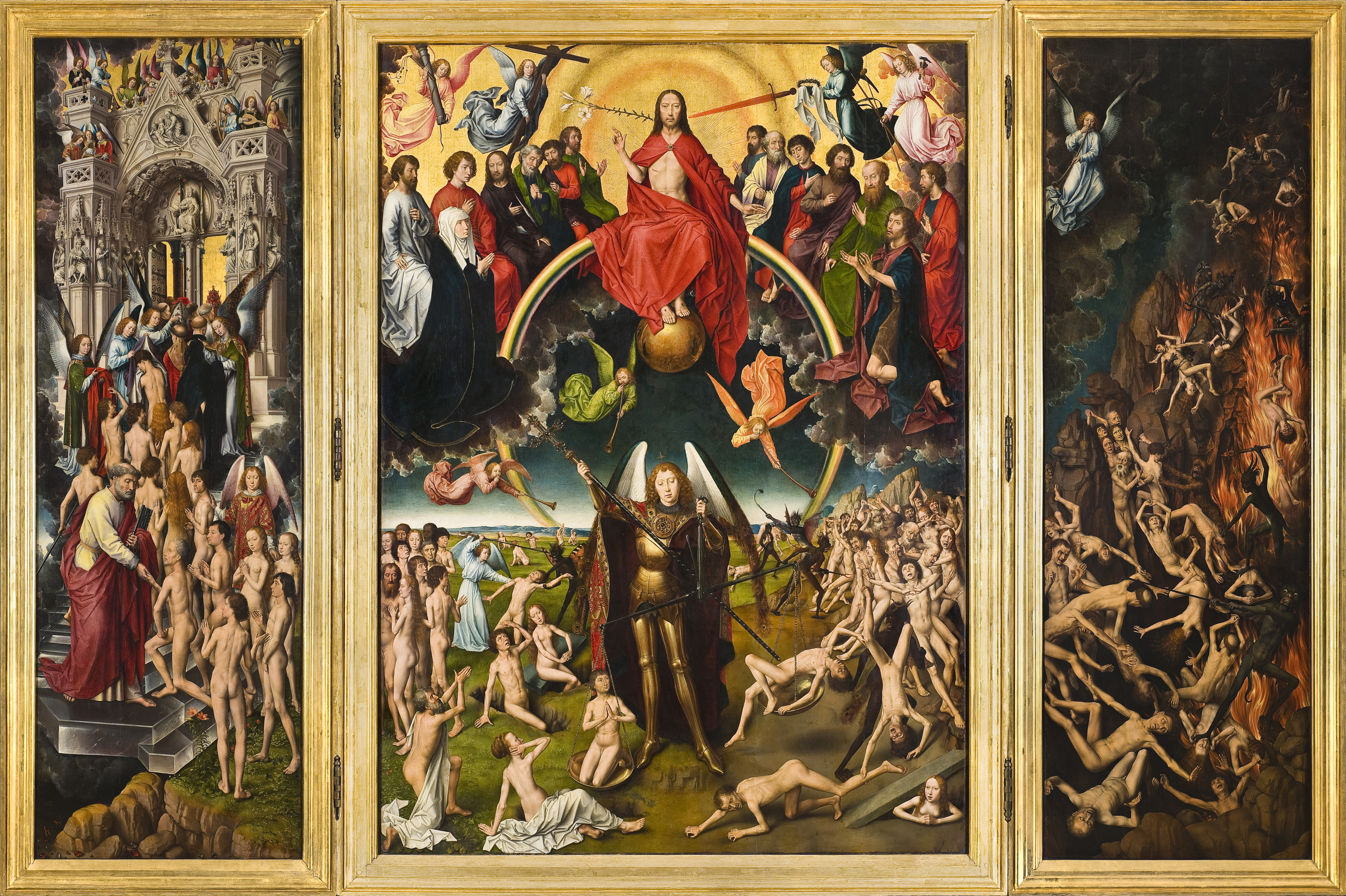
Utolsó ítélet

Memling a katonai műveletekhez meglehetősen közvetett és távolságtartó módon viszonyult. Megjelenik neve az I. Miksa császárhoz kölcsönért folyamodók között. Az uralkodó 1480-as kezdeményezésével próbálta a franciákkal szembeni támadásokat csökkenteni. 1477-ben, állítólagos sebesülése idején a művészt Brugge könyvárus céhével kötötte szerződés oltárképfestésre, annak kápolnájába. Ez az oltárkép „Mária hét fájdalma” néven jelenleg a Torinói Galériában látható. Érett korszakának egyik legszebb képe, de semmivel sem gyengébb az 1479-es St. John kórház képeinél. A mester illusztrációs erejét tekintve sem kevésbé értékes, mint az Utolsó ítélet Danzig hanza-város katedrálisában. A danzigi oltárképet Memlingnek tulajdonítják, ebben a kritikusi vélemények megegyeznek. Ezt megerősíteni látszik az a tény is, hogy Memling 1473-ban már tapasztalt művész és Brugge polgára lett. Az Utolsó ítéletet bizonyosan Bruggében festették és adták el egy kereskedőnek, aki a mediterráneum felé tartó hajóra rakatta. A hajót aztán átvette egy bruggei kereskedő, Pauel Benecke, ugyanabban az évben. Memling reputációja volt olyan jó, hogy képei eladhatók legyenek, és mivel ezt egy a Mediciek szolgálaltában álló kereskedő tette Bruggében, elfogadhatjuk, hogy a művész ez időre már elegendő bizonyítékát adta tudásának, lévén ilyen magasan kultivált patrónusok érdeklődését keltette fel.
Nevéhez legrégebben kapcsolódó említések a burgundiai udvarhoz fűződő kapcsolatára utalnak. Ausztriai Margit 1524-ben felvett leltárai említik a „Szegénység Irgalmas Istene” triptichont Rogier van de Weydentől. A szárnyképek angyalai Hans mester alkotásai. Ez a bemutatkozás csak annak bizonyítéka, milyen könnyű volt együttműködni más flamand művésszel. Sok éven át Rogier van der Weydent a Bruggei iskola művészének tartották, míg a sokat tárgyalt eredetiség be nem bizonyította, hogy Tournaiban nevelkedett és később telepedett le Bruggében. Mi sem természetesebb annál, hogy a közös oltárkép révén neve összekapcsolódott Memlingével. Egyrészt Memling ifjúkora ismert, másrészt férfias stílusából is következtethetünk arra, hogy Van der Weyden festőtermében tanult. Az is valószínű, hogy Van der Weyden egy időben Brüsszelből kapott távoli megbízásokat, és először tanítványait vitte Bruggébe, ahol azután le is telepedett. A két mester kapcsolatának legnyilvánvalóbb bizonyítékát a képek, különösen az oltárképek adják. Ezeket váltakozva mindketten szignálták. A Sforza ház triptichonján megfigyelhető Van der Weyden stílusa, a „Keresztrefeszítés” központi panelen, és Memling stílusa a szárnyjeleneteken. A teljes műnek a Bologna-i Zambeccari gyűjtemény a jogutódja, és 1872-ben feltűnt a londoni Middleton vásáron is. Először azt gondolhatnánk, hogy nagy hasonlóság fedezhető fel a két művész között, de Memling későbbi munkája kizárja ezeket a feltételezéseket. Talán a nyájas csodálat, mint a keresztény művészek kötelessége, arra vitték a művészt, hogy ideálként tisztelje a mestert és maradéktalanul átvegye érzéseit. Valamelyest változtatott azért Van der Weyden aszkétizmusán, a kevésbé energikus koncentráltság érdekében. Könnyített tanára darabosságán és nehézkes kifejezőkészségén.

## Korai stílusa
Ez a legrégibb vonulat, ami Memling stílusában érzékelhető, leginkább a Müncheni Galériában kiállított „Keresztelés” képen figyelhető meg. A kép befejezettsége majdhogynem felülmúlja a gdanski Utolsó ítélet-képet, jóllehet témája kevésbé fontos.
Az utóbbi kép azonban érdekesebb, mert jól látható rajta, hogy Memling, sok évvel Rogier halála után, illetőleg azután, hogy Bruggében letelepedett, milyen jól megőrizte a szent művészet tradícióit, melyet oly jól alkalmazott a század elején Rogier van der Weyden is a Beaune-i Utolsó ítélet képen. Az egyetlen dolog, amit Memling tett, hogy megtisztította mestere túlzóan szigorú stílusát, és finom könnyedséggel játszott a színekkel. Különleges színtisztaság, a vékony alakok könnyed gráciája jellemzi az olyan gyönyörű munkáit, mint a Gdanski Szent Mária templom számára készített Utolsó ítélet. Művei az olasz műtárgypiacon gyakran fellelhetőek, és nem meglepő, hogy a festményimádó gyűjtők ebben az országban mind jól ismerik és nagyra értékelik a Memling kompozíciókban fellelhető szépséget. Mutatja ezt a képeknek szentelt megkülönböztető figyelem az olyan vásárlóktól mint Grimari kardinális és Bembo kardinális Velencében, és a Medici ház tagjai, Firenzében. („A földi bűnök” és az „Isteni Üdvösség” triptichon)
Memling elismerése nem korlátozódott Olaszországra vagy Flandriára. A „Madonna és a Szentek” képet a Duchatel gyűjtemény adta át a Louvre galériájának, a „Szűz a gyermekkel” kép pedig, melyet Sir John Donne-nak festett – ma a londoni National Gallery-ben látható. Más értékes darabok Anglia és Európa magánházaiban is bizonyítják, hogy műveit széles körben ismerték és elismerték a 16. sz.-ban.
De talán nem csak az egyszerű vonzódás művei témákhoz – így a legfinomabb, és a lehető legkülönlegesebb „Krisztus anyja” megszemélyesítés –, amely Európa bármely országában megfeleltette a művészt a kor ízlésének. A portrék, amikkel nagyrészt kombináltak, jellegzetesebbek voltak és talán az arcképfestészet terén figyelemreméltóbbak, mint bármely kortársáé. Nem indokolatlan azt gondolni, hogy portréfestői sikere, ami önálló mellképekben és oltárképekben is megvalósult, a velencei iskolára adott válasz volt. Mindenképp hatott rá Antonello da Messina azon elfogultsága, amellyel Memling idejében tanulmányozta Flandriában a hegyen túli típusokat. Sir John Donne, felesége és gyermekei portréja (National Gallery, London) ugyancsak figyelemre méltóak. Figyelemre méltóak rajzmodellezésükben, és a híres személyiségek bemutatásánál a befejezésben megnyilvánuló kifinomított festésstílusban. Hasonlóan nyugodt csoportkép – mind az apa, anya és gyermekeik – szintén megtalálhatók a Louvre oltárképét megtöltő nemes alakokban. Mint egyedi portrék, Burgomaster Moreel és felesége mellképei a Brüsszeli Múzeumban, és lányuk, Sibyl Zambetha (a leírások szerint a Bruggei kórházban), a legszebb és legérdekesebb darabok. „Mária hét fájdalma” Torino galériájában, s mellette említve a „Mária hét örömé”-t, a München Pinakothek-ben illusztrálják a bevett flamand szokást, hogy körben ábrázolják a témát – egyetlen képen, különböző szemszögből. Ilyen megnagyobbított földalap látható a „Passion” – „Kedvtelések” c. műben, megtöltve a szakrális színjátékokban szokásban volt mozdulatokban ábrázolt alakokkal.

## Későbbi éveinek mesterművei
Egy sír Szt. Ursula relikviáival Brugge kórházmúzeumában valószínűsíthetően 1480-ban készült. A miniatűr alakok különös kialakítása, a ruhák és a táj változatossága, a lélegzetelállító türelem, amivel a részleteket megformálták, mind a néző élvezetére válik. A mester későbbi munkája a „Szt. Christopher és a szentek” (1484) az Akadémián, a „Newenhoven Madonna” a Bruggei kórházban, vagy az óriási „Keresztrefeszítés”, a passió jeleneteivel 1491-ből, mely a Lübeck katedrálisban (Dom), ma Lübeck Szt. Annen Múzeumában látható. De ahogy közeledünk Memling karrierjének lezárulásához, megfigyelhető, hogy a megrendelések száma nagyobb lett, mint amivel egyedül elboldogult, és – ahogy ez ilyenkor lenni szokott – a szabályok betartásával tanítványaival erősítette meg saját munkáját. Brugge festőcégében feljegyezték két segédjének nevét, akik 1480 és 1486 között dolgoztak a céhnek. Többi alárendeltjei ismeretlenek maradtak.

## Halála
Feljegyzésekből kiderül a szomorú esemény helye és időpontja, valamint az, hogy Memling több gyermeket és kisebb vagyont hagyott hátra. Végakaratának érintettjei 1495. december 10-én megjelentek Brugge városi tanácsa előtt.

## Galéria
Szárnyasoltár Lübeckben